# Боссаліні Віктор Іванович
Віктор Іванович Боссаліні (1860 — 1916) — дипломат. Консул в Миколаєві, де представляв Швецію, Норвегію та Португалію. (1897—1915).

## Життєпис
Народився у 1860 році в Італії. Він був співвласником Товариства механічних виробів і установок у Миколаєві; членом Піклувальної ради комерційного училища. Соратник Георгія Антоновича Властелиці по Миколаївському Біржовому комітету. Як товариш (заступник) голови Біржового комітету та голова Арбітражної комісії, був притягнутий разом з Головою до суду й особливою присутністю судової палати від 14 квітня 1915 року був засуджений до ув'язнення терміном на 8 місяців.